# 安楽寺城
安楽寺城（あんらくじじょう）は、富山県小矢部市安楽寺にあった日本の城。とやま城郭カードNo.86。

## 規模
安楽寺集落の北西にある山頂に築かれている。主郭は南北が約50メートル、東西が約40メートル。土塁や空堀はあるが、全面にあるわけではなく、その他の平坦面もほとんどない。城というよりは砦に近い規模である。

## 築城の意図
『源平盛衰記』には倶利伽羅峠の戦いの折、余田次郎ら3000騎が安楽寺から金峯坂を上り北黒坂（倶利伽羅峠を別名「礪波山」または「黒坂」と呼び、その東麓）へ向かわせたという記述（『平家物語』では北黒坂方面の大将は巴御前で、1000騎を率いて安楽寺を越えて弥勒山へ押し寄せて、となっている）がある。この倶利伽羅〜安楽寺〜今石動へと続く道を「北黒坂道」と呼ぶが、その他にも西に加賀国九折へ、また北西には加賀国莇谷〜鳥越城（石川県津幡町七黒にあった城で、石川県白山市三坂町にあった鳥越城とは別）へと続く国境越えの道筋があり、安楽寺が当時の交通の要衝であったことを窺わせる。城はこれらの道筋を押さえる目的で築かれたと考えられる。

## 歴史
築城年代は戦国時代前期とみられる。天文年間（1532年-1554年）に付近の土豪とみられる高橋与十郎則秋という者が拠っていたが、木舟城主石黒左近将監に攻められて野寺村（現小矢部市野寺）で討死したという。なお、安楽寺城から野寺村へは南東に2km、石黒氏が拠った木舟城は東方、守護代であった遊佐氏が離れ、一向一揆勢力と石黒氏が争っていたとみられる越中国蓮沼城は南の方角となる。安楽寺城の虎口は西側にあり、そこから攻め込まれたとすれば加賀方面へと逃げるのは困難であって、高橋与十郎則秋がどこへ逃げようとしていたのかは不明である。
彼の後に松岡新左衛門が拠り、その後久兵衛（姓は不明）が拠ったとされるが、彼らの素性については不明である。松岡新左衛門は北西にあった越中国道坪野城の主としても名が残っている。その後天正年間（1573年-1591年）後期に佐々成政と前田利家との攻防戦において兵が入った可能性はあるが、改修を施された形跡はない。江戸時代には既に放棄され荒れ果てていたようで、獣の棲み家や田圃となっていた模様である。